# Protodrilus bahusiensis
Protodrilus bahusiensis är en ringmaskart som beskrevs av Jägersten 1952. Protodrilus bahusiensis ingår i släktet Protodrilus och familjen Protodrilidae. Inga underarter finns listade i Catalogue of Life.